# تشارلي كينتانا
تشارلي كينتانا (بالإنجليزية: Charlie Quintana)‏ هو طبال أمريكي، ولد في 29 يناير 1962 في إل باسو في الولايات المتحدة، وتوفي في 13 مارس 2018 في كانكون في المكسيك.

## وصلات خارجية
- تشارلي كينتانا على موقع ميوزك برينز (الإنجليزية)
- تشارلي كينتانا على موقع أول ميوزيك (الإنجليزية)
- تشارلي كينتانا على موقع ديسكوغز (الإنجليزية)